# Kenneth Rush
David Kenneth Rush, 17 janvier 1910 – 11 décembre 1994, est un ambassadeur américain négociateur de l'accord quadripartite de 1971 qui met fin à la crise d'après-guerre relative à Berlin.

## Jeunesse
Kenneth Rush naît David Kenneth Rush à Walla Walla (Washington) où ses parents d'un ancienne famille du Tennessee, sont arrivés après une tournée d'un an de l'ouest des États-Unis. Son père est un fermier de Greeneville (Tennessee) et sa mère une institutrice. Son père meurt alors qu'il n'a que deux ans. 

## Carrière

### Début
De 1936 à 1937, Rush est professeur assistant et enseigne le droit à l'université Duke. C'est là qu'il rencontre le futur président Richard Nixon alors étudiant à l'université. Ce sera le début de leur amitié durable. En 1937, Rush accepte une offre de rejoindre l'Union Carbide et Carbon Corporation avec la perspective d'un poste de direction. Il en devient vice-président en 1939 et président en 1966.

### Carrière politique
Rush démissionne de toutes ses fonctions privées en 1969 pour devenir Ambassadeur des États-Unis en Allemagne. Richard Nixon le nomme secrétaire d'État adjoint des États-Unis en 1972 puis Rush devient secrétaire adjoint de la Défense des États-Unis l'année suivante. En 1974, il est conseiller du président des États-Unis. De 1974 jusqu'à sa retraite le 15 mars 1977, il sert comme Ambassadeur des États-Unis en France.
Rush est crédité d'un rôle majeur dans la conclusion réussie de l'Accord quadripartite sur Berlin entre les États-Unis, le Royaume-Uni, l'Union soviétique et la France après 17 mois de négociations. L'accord met un terme à plus de deux décennies de tensions Est-Ouest sur l'ancienne capitale divisée de l'Allemagne, il améliore les liens entre Washington et Moscou, réaffirme les droits des alliés occidentaux dans la ville et ouvre la voie au développement de relations pacifiques entre l'Allemagne de l'Est et l'Allemagne de l'Ouest.

## Source de la traduction
- (en) Cet article est partiellement ou en totalité issu de l’article de Wikipédia en anglais intitulé « Kenneth Rush » (voir la liste des auteurs).